# Oreodytes obesus
Oreodytes obesus är en skalbaggsart som först beskrevs av Leconte 1866.  Oreodytes obesus ingår i släktet Oreodytes och familjen dykare.

## Underarter
Arten delas in i följande underarter:
- O. o. obesus
- O. o. cordillerensis